# Наполеондор

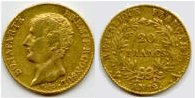
Наполеондор образца 1803 года

Наполеондор (фр. Napoléon d'or, букв. «Наполеонов золотой») — французская золотая монета 900-й пробы в 20 франков, общий вес — 6,4516 г при содержании чистого золота в 5,801 г. Выпускалась во Франции в качестве средства оплаты с 1803 по 1914 год. Стандарт монеты был введён Наполеоном I, который отменил прежнюю монетную стопу на основе луидора и установил стандарт золотого содержания франка в 0,2903 г (так называемый «франк жерминаль»). Название монета получила по первоначально изображавшемуся на ней профилю Наполеона Бонапарта.
В момент начала чеканки Наполеон ещё не был императором. Официальный его титул звучал как первый консул, и до тех пор пока он не короновал себя, на монете указывался этот титул и чеканилось изображение его обнаженной головы. В дальнейшем, в его бытность императором, он изображается на монете, как правило, в лавровом венке. Хотя существуют серии монет, где он упомянут уже в качестве императора, однако его голова всё ещё не покрыта. На некоторых сериях наполеондоров датировка производилась по республиканскому (революционному) календарю, например «AN 12» (имеется в виду 12-й год от провозглашения Первой Французской республики). Позже, в том числе ещё и при самом Наполеоне I, дата выпуска монеты указывалась по обыкновенному григорианскому календарю.

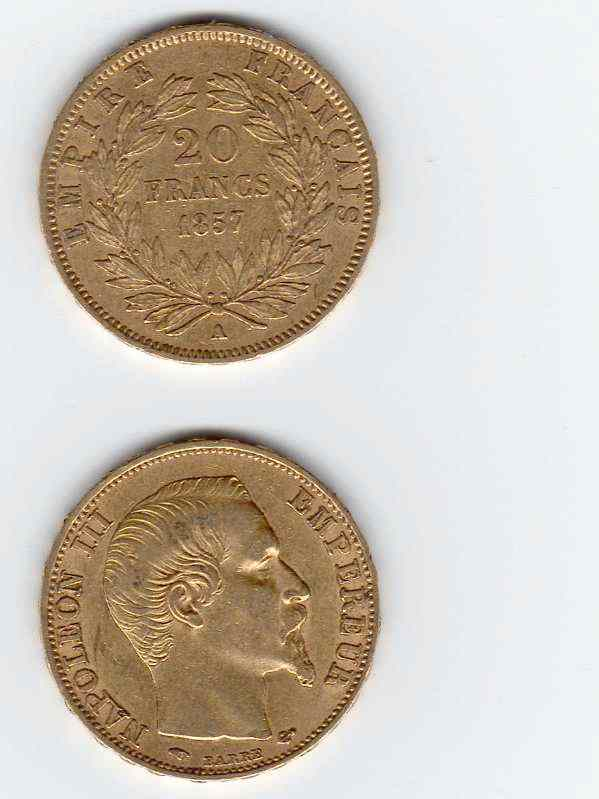
20 франков 1857 г; Портрет Наполеона III

Впоследствии «наполеоном» или «наполеондором» стала называться всякая золотая монета в 20 франков, выполненная в данном стандарте, пусть даже не несущая изображения императора. Наполеондоры продолжили чеканить и после свержения Бонапарта — во времена восстановленной французской монархии. Тогда на них изображались короли. В частности, существуют наполеондоры Людовика XVIII (Louis XVIII), есть несколько типов монет с разными вариантами его портретов, Карла X также несколько типов монет, кроме того, Луи-Филиппа (Louis-Philippe) также несколько типов монеты. Наполеондор чеканился и во времена 2-й республики (два типа — с изображением гения республики — стоящий ангел, пишущий цифры на большом листе, а также небольшой петух, другой тип — гений Франции, женская голова в венке из дубовых листьев и пшеничных колосьев). Во времена второй империи чеканились наполеондоры с изображением Наполеона III, причем в первый год его правления — 1852 – он был упомянут на монете как Луи Наполеон Бонапарт (Louis Napoléon Bonaparte). Во времена третьей республики на наполеондоре снова изображен тот же самый гений республики — ангел с большим листом и небольшой петух. А с 1898 по 1914 чеканится ещё один знаменитый тип наполеондора — «петух». На нём на аверсе изображен гений республики (женская голова во фригийском колпаке), а на оборотной стороне большой галльский петух. С 50-х годов XX века во Франции возобновляется выпуск наполеондора. Но он чеканится в сувенирных целях и для продажи частным тезавраторам (накопителям сокровищ в виде золотых монет и слитков). Также можно добавить, что разменная монета в 20 франков, бывшая в обороте во Франции вплоть до введения евро, несмотря на то, что не содержала никакого золота, обычно чеканилась из жёлтого металла и во многих сериях размерами, а также сюжетом полностью имитировала наполеондор типа «петух».
Кроме наполеондора чеканился также двойной наполеондор (40 франков или 40 лир, в том случае, если монета чеканилась в Италии в то время, когда Италия входила в империю Наполеона), пол-наполеондора (10 франков) и четверть наполеондора (5 франков). Также во Франции иногда чеканились большие тезаврационные золотые монеты в 50 франков (2,5 наполеондора) и в 100 франков (5 наполеондоров), полностью выдерживавшие пробу, а также соотношение между количеством золота и одним франком, установленное при выпуске наполеондора. Общее количество наполеондоров, отчеканенных с изображением Наполеона Бонапарта, составляет около 21 миллиона монет. Общий же тираж французских наполеондоров составляет более 500 миллионов монет, основная масса которых была отчеканена во времена второй империи, а также третьей республики.
Кроме того, после наполеоновских войн наполеондор превратился в один из самых распространенных стандартов золотой монеты в Европе. Вслед за Францией в XIX—XX веках полностью идентичную по весу, размеру и пробе монету чеканили:
Российская империя (полуимпериал = 7,5 рублей, также Россия чеканила для Финляндии монету в 20 марок, которая полностью повторяла наполеондор), Бельгия (20 франков), Италия (20 лир), Австро-Венгрия (20 франков, не путать с их же монетой в 20 крон, которая отличалась и по пробе, и по весу от наполеондора, но размером была с ним практически идентична), Швейцария (20 франков, также известна как швейцарский вренели; очень большой тираж этой монеты был отчеканен после окончания второй мировой войны — в 1947, 1949, 1951 и т. д.; иногда утверждается, что выпущены они были из золота, награбленного и переправленного в Швейцарию нацистами), Люксембург (20 франков), Болгария (20 лев), Румыния (20 лей), Греция (20 драхм), Албания. Также эта же монета чеканилась французскими властями для своих колоний в Северной Африке, например, для Туниса. Монеты, отчеканенные для североафриканских стран, содержали надписи по-арабски и растительный орнамент.